# 趙志堅 (田徑運動員)
趙志堅（1983年9月13日—）是台灣田徑運動員，專攻跳遠項目。他在2007年夏季世界大學運動會田徑比賽男子跳遠項目上獲得銀牌，7.95公尺的成績也是生涯最佳紀錄。

## 外部連結
- 趙志堅在的頁面